# Trypanosoma cruzi
Trypanosoma cruzi és un protist de la classe Kinetoplastea, família Trypanosomatidae, caracteritzat per la presència d'un sol flagel i un sol mitocondri, dins de la qual el seu genoma es troba ordenat en una complexa i compacta xarxa anomenada cinetoplast. És un paràsit intracel·lular amb un cicle de vida que involucra vertebrats i invertebrats. És l'agent etiològic de la malaltia de Chagas.

## Morfologia
- Amastigots: Esfèric o ovalat, és la forma reproductiva a l'interior de les cèl·lules dels mamífers.
- Epimastigots: Allargat i amb el cinetoplast localitzat anteriorment al nucli, és la forma reproductiva en el tracte digestiu dels invertebrats i en medis de cultiu.
- Tripomastigots: També allargat, però amb el cinetoplast localitzat posteriorment al nucli. Es troba a la sang dels mamífers i és la forma infectant d'ells. Aquesta forma no es divideix.[1]

## Cicle biològic

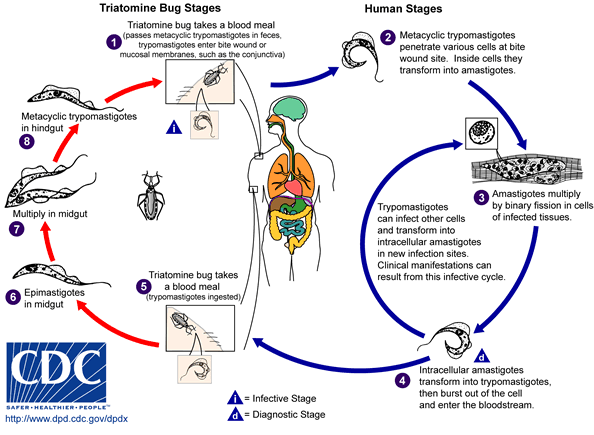
Cicle vital del Trypanosoma cruzi.

- En l'ésser humà: El cicle s'inicia quan un insecte hematòfag infectat pica a un ésser humà i defeca. Els tripomastigots metacíclis es transmeten en els excrements (1). Entren en l'hoste a través de la ferida o per l'encreuament de les membranes mucoses. S'adhereixen a les cèl·lules humanes mitjançant la glicoproteïna 82 i, un cop entren, es converteixen en amastigots (2). Aquesta és una etapa reproductiva a través de la mitosi. Després de la reproducció, una gran quantitat d'amastigots es troben en la cèl·lula infectada, formant-se seudoquists (3). Els amastigots es converteix de nou en tripomastigots i la cèl·lula es trenca. El tripomastigotes torna a infectar una altra cèl·lula repetint el cicle de multiplicació (4).

- En l'insecte: Quan l'insecte pica a un hoste infectat, alguns tripomastigots passen a ell a través de la sang (5). En l'intestí de l'insecte, es transformen en epimastigots (6), els quals constitueixen una segona etapa reproductiva (7). Després de la reproducció a través de la mitosi, els epimastigots passen al recte. Allà es converteixen en tripomastigots metacíclics (8) i s'evacuen a través dels excrements. Les excrements poden infectar a un nou hoste (1), repetint el cicle.

## Patogenicitat
Produeix l'anomenada malaltia de Chagas a Amèrica. La disseminació del T. cruzi es dona pel contacte amb els excrements d'insectes del tipus hemípters (xip) entrant els paràsits per la ferida causada per la seva picada; arriben al del torrent sanguini (forma tripomastigota metacíclics) viatja cap als diferents òrgans i teixits, replicant principalment en teixits musculars i nerviós (forma amastigota). Poden produir cardiopatia chagàsica danys irreparables en els plexes mientèric del tracte gastrointestinal, fent que la persona present megaesòfag, megacòlon i que eventualment mori, a més de tot això la persona pot no presentar símptomes el que beneficia el paràsit, ja que a través del temps sigui més patogen.

## Diagnòstic
- Observació al microscòpic de la sang del pacient dues setmanes després de la picadura, realitzant un frotis sanguini amb tinció de Giemsa.
- Com un xenodiagnòstic on el pacient és intencionalment picat per l'insecte transmissor no contaminat i, quatre setmanes després, el seu intestí és examinat a la recerca de paràsits o per la inoculació de la sang del malalt en animals de laboratori.
- Detecció de l'ADN del paràsit per PCR.
- Diverses proves immunològiques.